# Табулдинская волость
Табулдинская во́лость — административно-территориальная единица в составе Симферопольского уезда Таврической губернии. Образована в результате земской реформы 1890-х годов из деревень северной части Зуйской волости. Географически была примерно ограничена с юга — дорогой Симферополь — Карасубазар, на западе и севере реками Бештерек и Салгир, на востоке — рекой Биюк-Карасу.

## Деревни Табулдинской волости на 1892 год
Согласно «…Памятной книжке Таврической губернии на 1892 год», в волости числился 51 населённый пункт с 3456 жителями.
Также в волости числился хутор Теленчи-Джурт с 4 жителями, а Ново-Баяут записан посёлком.

## Деревни Табулдинской волости на 1902 год
Согласно «…Памятной книжке Таврической губернии на 1902 год», в волости числился 53 населённых пункта с 3728 жителями и множество экономий и имений без постоянного населения.
В «…Памятной книжке…» записаны 5 хуторов с постоянным населением: Керменчи — 7 жит., Теленчи-Джурт — 17 жит., Новоалексеевка — 29 жит., Новые Теленчи — 19 жит., Тайган — 25 жит.
Также к волости были приписаны экономии, в которых постоянного населения и домохозяйств не числилось, но некоторые из них впоследствии стали сёлами: Ашага-Осма (Булгакова), Бештерек (Соловейчика), Бочала (Гущина), Бурульча (Дуранте), Давидовка (Исаака), Кемельчи (Карашайского), Кангил (Мелании Алтунджи), Мин-Джаба (Крыловского), Отар-Бешеран (Динпера), Мышыш (Селинова), Степановка (Мезенцова), Секизек (Покорной), Тереклы-Шейх-Эли (Реймера), Таймаз (Карашайского), Чотты (Рудя), Юхары-Осьма (Есиповича), Биюк-Бешаран (Хоросанова), Аджи-Эли-Кипчак (Говорова), Бурчи (Кондараки), 2 имения Джавлуш. Хутора: Джилкуи, Екатериновка, Кернеуч, 2 хутора Яман-Иол-Шейх-Эли, Туатай, Ивановка и 4 урочища.

## Волость в 1915 году
По Статистическому справочнику Таврической губернии. Ч. II-я. Статистический очерк, выпуск шестой Симферопольский уезд, 1915 год, в Табулдинской волости Симферопольского уезда числилось 143 различных поселения с населением в количестве 7196 человек приписных и 3723 — «посторонних» жителей. В том числе:

| - Аджи-Кечь — 169/79 чел. - Аджи-Эли-Кипчак — 44/4 чел. - Айтуган (вакуф) — 191/0 чел. - Айтуган — 43/15 чел. - Аккая — 0/76 чел. - Алатай — 72/43 чел. - Алексеевка — 136/37 чел. - Анакай-Эли — 105/17 чел. - Анновка — 179/81 чел. - Аргинчик (Дмитриевка) — 91/56 чел. - Баяут Русский — 40/22 чел. - Бешаран — 38/51 чел. - Бешаран-Отар — 549/42 чел. - Болгарские Коясты — 38/22 чел. - Бараган (вакуф) — 105/0 чел. - Бараган немецкий — 57/165 чел. - Борасхан — 86/8 чел. - Бурульча — 0 чел. - Бурчи — 0 чел. - Бустерчи — 80/8 чел. | - Георгиевское Товарищество — 44/22 чел. - Джага-Шейх-Эли — 210/19 чел. - Джавлуш — 0/131 чел. - Кадыкой — 65/0 чел. - Калму-Кары — 31/13 чел. - Кангил — 55/43 чел. - Каробай — 284/70 чел. - Карловка — 167/38 чел. - Карасан — 117/135 чел. - Кемельчи — 17/63 чел. - Кентугай — 83/62 чел. - Кернеус — 56/9 чел. - Кирк-Лечь — 45/57 чел. - Кирмачи — 110/48 чел. - Кой-Аран — 37/51 чел. - Коясты — 51/0 чел. - Мин-Джаба (вакуф) — 122/0 чел. - Мулла-Эли на вакуфе — 170/0 чел. - Новоселье — 104/16 чел. - Ново-Баяут — 90/58 чел. | - Ново-Георгиевка — 82/10 чел. - Ново-Николаевка — 602/45 чел. - Ново-Царицыно — 780/280 чел. - Ново-Чембай — 93/55 чел. - Новые Теленчи — 38/41 чел. - Осма Верхняя — 178/38 чел. - Осма Нижняя — 178/38 чел. - Сабах-Эли — 116/13 чел. - Секизек — 91/12 чел. - Старый Баяут — 85/89 чел. - Табулды — 90/41 чел. - Тайган — 108/5 чел. - Таймаз — 38/12 чел. - Таймаз немецкий — 50/79 чел. - Тереклы-Шейх-Эли — 54/55 чел. - Терменчи — 65/8 чел. - Товмай — 54/42 чел. - Туатай — 8/30 чел. - Тубенкой — 75/6 чел. - Шейх-Кой — 80/0 чел. - Яман-Иол-Шейх-Эли — 29/32 чел. |

В списках землевладельцев «русских подданных из австрийских, венгерских или германских выходцев», опубликованном в газете «Таврические губернские ведомости» в апреле 1915 года, упомянуто селение Тав-Чуюнча, в котором значится крымский немец Земан Мартын Вильгельмович, владевший 37 десятинами 1800 квадратными саженями земли.
Кроме того, к волости было приписано множество хуторов и экономий.
- Хутора: Азов и Азов (вакуф), Анновка, Аргин-Бустерчи, Аргинская Дача, Бавбек-Кара, Барынь, Г. А. Бауэра, Бейтуган, Бештерек, 3 хутора Бочала, Бочала-Джурчин, Бурульча, Бурчи, 2 хутора Бурчи (Кондараки), Костельчик, Маттис, Мин-Джаба, Мушаш, Ново-Екатериновка, Салгир-Кият, Салгирка, Сарганак, Секизек, Старый Джанрав, Таймаз, Цыгоева, 3 хутора Яман-Иол-Шейх-Эли, Янцена, Екатериновка и 9 безымянных хуторов, обозначавшихся только фамилией владельца.
- Экономии: Аджи-Эли-Кипчак, Бештерек, 3 экономии Бурульча, 2 — Дерменчик, Джавлуш, Джага-Шейх-Эли, Джелаир, Джан-Куи, Кадыкой, 3 экономии Кады-Эскер-Кой, Кангил, Коясты Кипчакских, 3 экономии Кирк, Коясты-Осма, Куру-Джага-Шейх-Эли , Мон-Репо, Прицкау, Реймера, Старые Теленчи, Таймаз, Тереклы-Шейх-Эли, Топалова, Туатай, Чоты, Чукур, Чукубовка и 3 каменоломни.